# Lorenzo Tamburini
Lorenzo Tamburini (Rovereto, 11 maggio 1977) è un truccatore italiano.

## Biografia
Il suo esordio come responsabile make-up artist avviene agli inizi degli anni 2000, raggiungendo il successo internazionale con Dogman nel 2018. 

## Filmografia
- Il cosmo sul comò, regia di Marcello Cesena (2008)
- La peggior settimana della mia vita, regia di Alessandro Genovesi (2011)
- I ponti di Sarajevo (Ponts de Sarajevo), registi vari (2014)
- Indivisibili, regia di Edoardo De Angelis (2016)
- Una famiglia, regia di Sebastiano Riso (2017)
- Dogman, regia di Matteo Garrone (2018)
- Suspiria, regia di Luca Guadagnino (2018)
- Il primo re, regia di Matteo Rovere (2019)
- Il traditore, regia di Marco Bellocchio (2019)
- L'uomo senza gravità, regia di Marco Bonfanti (2019)
- Volevo nascondermi, regia di Giorgio Diritti (2020)
- Comandante, regia di Edoardo De Angelis (2023)
- Parthenope, regia di Paolo Sorrentino (2024)

## Riconoscimenti
- 2018: European Film Awards per miglior trucco per Dogman
- 2019: David di Donatello come miglior truccatore per Dogman